# Inas El-Degheidy
Inas El Degheidy (née le 10 mars 1953 au Caire) est une réalisatrice égyptienne.

## Biographie
Inas El Degheidy est née au Caire, au sein d'une famille de classe moyenne, de huit enfants. Elle est élevée par un père conservateur, professeur d'arabe, qui est cependant le seul au sein de la famille à la soutenir quand elle veut faire des études de cinéma. Elle est diplômée de l'Institut supérieur du cinéma du Caire (en) en 1975. Elle réalise son premier film, Afwan Ayoha Al Qanoon, en 1985. Elle écrit pour montrer les contradictions auxquelles les Égyptiens sont confrontés dans leur vie. Ses films servent des questions sociales controversées d'une manière explicite.
En 2012, elle projette de réaliser le film Al-Samt (Silence), qui permet d'aborder le sujet d'une femme abusée sexuellement par son père. Le bureau égyptien de censure exige que le scénario soit modifié de manière que le père soit présenté comme « mentalement malade et donc pas représentatif de l'homme égyptien en général ».

## Prises de position
En 2001, elle a reçu des menaces de mort de la part de fondamentalistes islamistes, qui ont tenté, en vain, d'interrompre la distribution de son film Diaries of a Teenage Girl, qui évoque l'éveil à la sexualité de la jeunesse égyptienne.
En 2015, elle s'est déclarée favorable à la légalisation de la prostitution.

## Filmographie
Sauf mention contraire ou complémentaire, Inas El Degheidy est la réalisatrice des films suivants. À défaut de titre français, le titre original est suivi du titre international anglais.
- 1981 : 4-2-4
- 1985 : `Afwan ayuha al-qanun (Pardon Law) - également scénariste et actrice
- 1988 : al-Tahhadi (The Challenge)
- 1988 : Zaman al-mammu` (Age of the Forbidden)
- 1990 : Imra`a wahida la takfi (One Woman is Not Enough) - également actrice
- 1992 : Qadiyat Samiha Badran (The Case of Samiha Badran)
- 1992 : al-Qatila (Lady Killer)
- 1993 : Discu disku (Disco, Disco)
- 1994 : Lahm rakhis (Cheap Flesh)
- 1996 : Istakoza (Lobster)
- 1998 : Dantilla (Lace) - également productrice
- 1999 : Kalam al-layl (Night Whispers)
- 2000 : al-Warda al-hamra (The Red Rose)
- 2001 : Mudhakkarat murahiqa (Diary of a Teenage Girl) - également auteure de l'histoire originale
- 2002 : Night Talk
- 2004 : Al-Bahithat `an al-huriya (Looking for Freedom) - également productrice

## Distinctions
Sauf indication contraire, les informations mentionnées dans cette section peuvent être confirmées par la base de données cinématographiques IMDb,  présente dans la section « Liens externes ».

### Récompenses
- Festival international du film de Damas 1986 : meilleure actrice pour `Afwan ayuha al-qanun[1]
- Festival international du film de Busan 1998 : prix du meilleur réalisateur pour Dantilla[1],[2]
- Festival international du film du Caire 2001 : meilleur film arabe pour Mudhakkarat murahiqa
- Festival international du film du Caire 2004 : meilleur film arabe pour Al-Bahithat `an al-huriya

### Nominations et sélections
- Festival international du film de Chicago 1998 : en compétition pour le Hugo d'or pour Dantilla
- Festival international du film du Caire 2001 : en compétition pour la Pyramide d'or pour Mudhakkarat murahiqa
- Festival international du film du Caire 2004 : en compétition pour la Pyramide d'or pour Al-Bahithat `an al-huriya